# Herbert Gladitsch
Herbert Gladitsch (* 5. Januar 1905 in Ettlingen; † 27. Februar 1956 in Feldberg) war ein deutscher Verwaltungsbeamter und Politiker (BCSV, CDU).

## Leben
Nach dem Besuch der Volks- und Realschule ging Gladitsch als Hörer an die Handelshochschule. Er arbeitete zunächst als Bankbeamter und war nach der Weltwirtschaftskrise als kaufmännischer Angestellter tätig. Am 4. September 1939 beantragte er die Aufnahme in die NSDAP und wurde zum 1. Januar 1940 aufgenommen (Mitgliedsnummer 7.810.178). Von 1940 bis 1945 nahm er als Soldat am Zweiten Weltkrieg teil.
Gladitsch arbeitete nach 1945 als Angestellter bei einer Behörde und wurde nach seiner Übernahme ins Beamtenverhältnis im Februar 1946 stellvertretender Leiter des Kreisrequisitionsamtes in Emmendingen. Er trat in die BCSV ein, aus der später der badische Landesverband der CDU hervorging. Von 1946 bis 1947 war er Mitglied der Beratenden Landesversammlung des Landes Baden.